# Jiří Verberger
Jiří Verberger (28. května 1913 Praha – 2. listopadu 1973 Praha) byl významný český jazzový klavírista.
Do roku 1935 studoval práva na Karlově univerzitě, studium nedokončil a věnoval se hudbě. Společně s Janem Rychlíkem vedl soubor Blue Music.
V letech 1935–1937 působil v orchestru Gramoklubu.
V roce 1939 nastoupil u Bobka Bryena. Odtud se ještě vrátil ke Karlu Slavíkovi a v letech 1941–1943 hrál u Standy Kukačky.
Od roku 1943 spolupracoval s orchestrem Karla Vlacha. Příležitostně také spolupracoval s orchestry Emila Ludvíka a R. A. Dvorského.